# Il giovane Holden (singolo)
Il giovane Holden è il singolo di debutto del cantautore italiano Holden, pubblicato l'11 marzo 2019 come primo estratto dal primo EP omonimo.

## Descrizione
Il brano è scritto, composto e prodotto dallo stesso cantautore.

## Tracce
Testi e musiche di Joseph Carta.
1. Il giovane Holden – 2:26